# Тай Нгуен (провинция)
Тхай Нгуйен (на виетнамски: Thái Nguyên) е виетнамска провинция разположена в регион Донг Бак. На север граничи с провинция Бак Кан, на юг с провинциите Вин Фук и Бак Жианг, както и със столичната община Ханой, на запад с Туйен Куанг, а на изток с провинция Ланг Сон. Населението е 1 255 100 жители (по приблизителна оценка за юли 2017 г.).

## Административно деление
Провинция Тхай Нгуйен се състои от един самостоятелен град Тхай Нгуйен, едно градче Сонг Конг и седем окръга:
- Дай Ту
- Дин Хоа
- Донг Хи
- Фо Йен
- Фу Бин
- Фу Лонг
- Во Нхай